# Niels Juel (1918)
Niels Juel byla pobřežní bitevní loď dánského královského námořnictva. Do služby byla přijata roku 1923. Ve 30. letech byla modernizována. Ve službě zůstala i po německé okupaci Dánska v roce 1940. V srpnu 1943 se Němci rozhodli obsadit dánská plavidla. Niels Juel se pokusil uniknout do Švédska, přičemž jej pronásledovala německá plavidla a letectvo. Nakonec s ním kapitán najel na břeh v dánském zálivu Nykøbing. Plavidlo bylo později vyproštěno, opraveno a zařazeno do služby v Kriegsmarine jako neozbrojená stacionární cvičná loď Nordland. Dne 3. května 1945 bylo potopeno v Eckenförde.

## Stavba

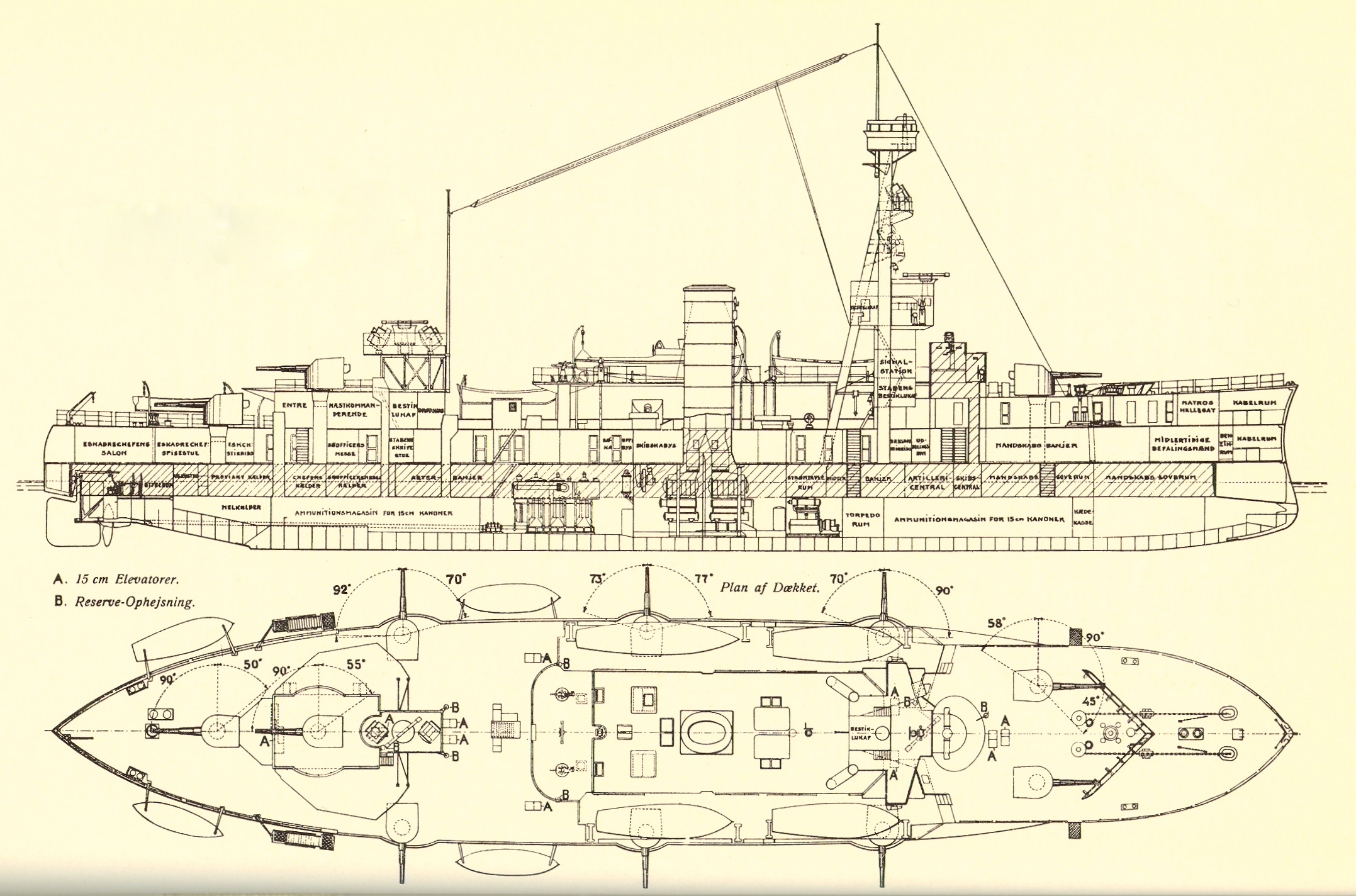
Nákres plavidla

Niels Juel měl být zvětšenou a silněji vyzbrojenou verzí pobřežní bitevní lodě Peder Skram. Vyzbrojen měl být dvěma 305mm kanóny a osmi 120mm kanóny. Jeho kýl byl založen 21. září 1914 v loděnici Orlogsværftet v Kodani. Nedlouho předtím vypukla první světová válka, která stavbu zásadně ovlivnila. Například z Německa nebyla dodána objednaná hlavní výzbroj. Niels Juel byl spuštěn na vodu 3. července 1918, ale jeho další osud byl nejasný. Nakonec bylo rozhodnuto jej dokončit se slabší výzbrojí deseti 150mm kanónů. Zároveň byl zvýšen volný bok, takže se zásadně zlepšily nautické vlastnosti. Výsledné plavidlo mělo poměrně silné pancéřování, nízkou rychlost a výzbroj lehkého křižníku. Šlo i označit za velký dělový člun. Do služby byl přijat 23. května 1923.

## Konstrukce

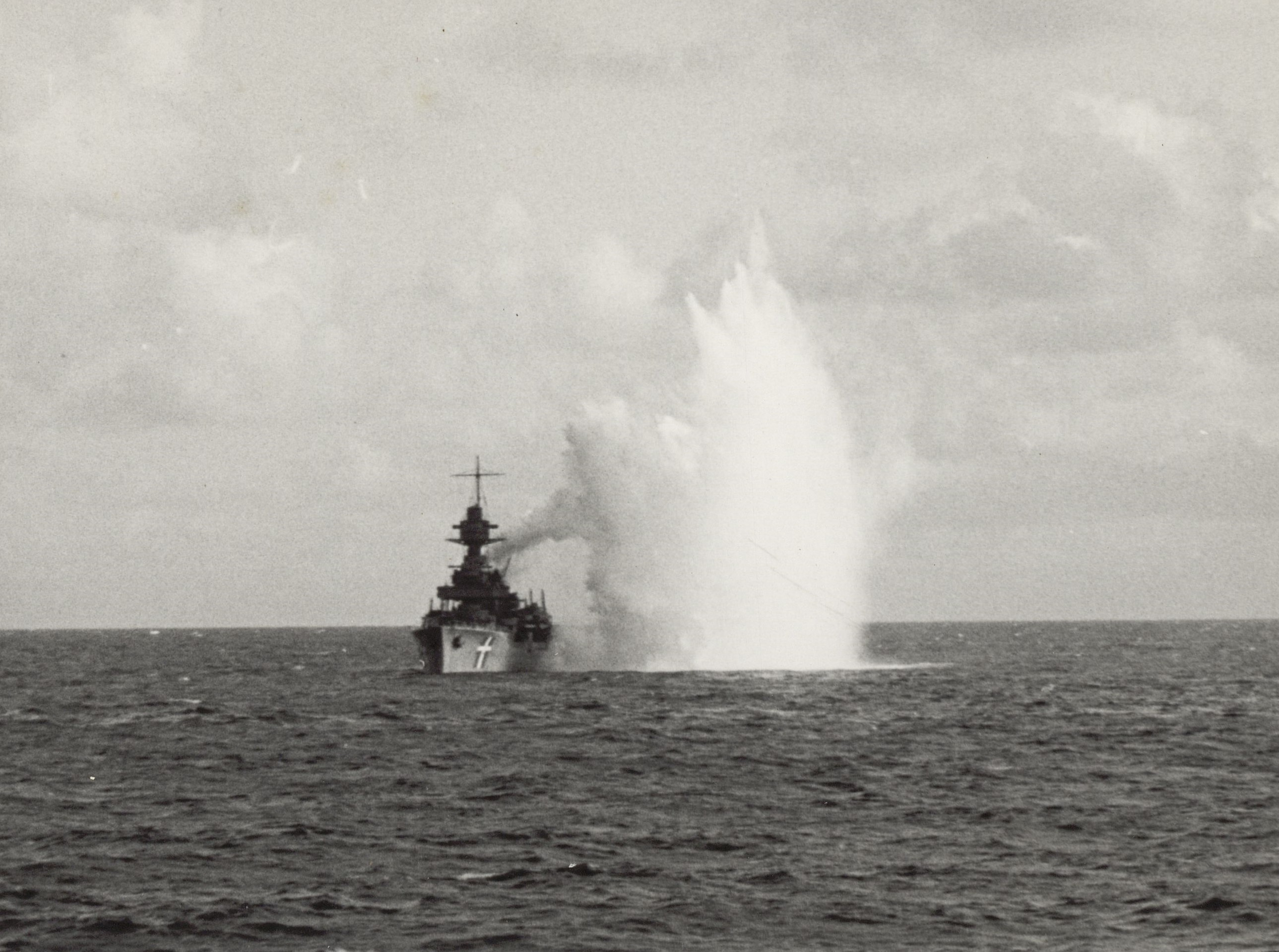
Nils Juel napadený 29. srpna 1943 německým letectvem při pokusu o únik do Švédska

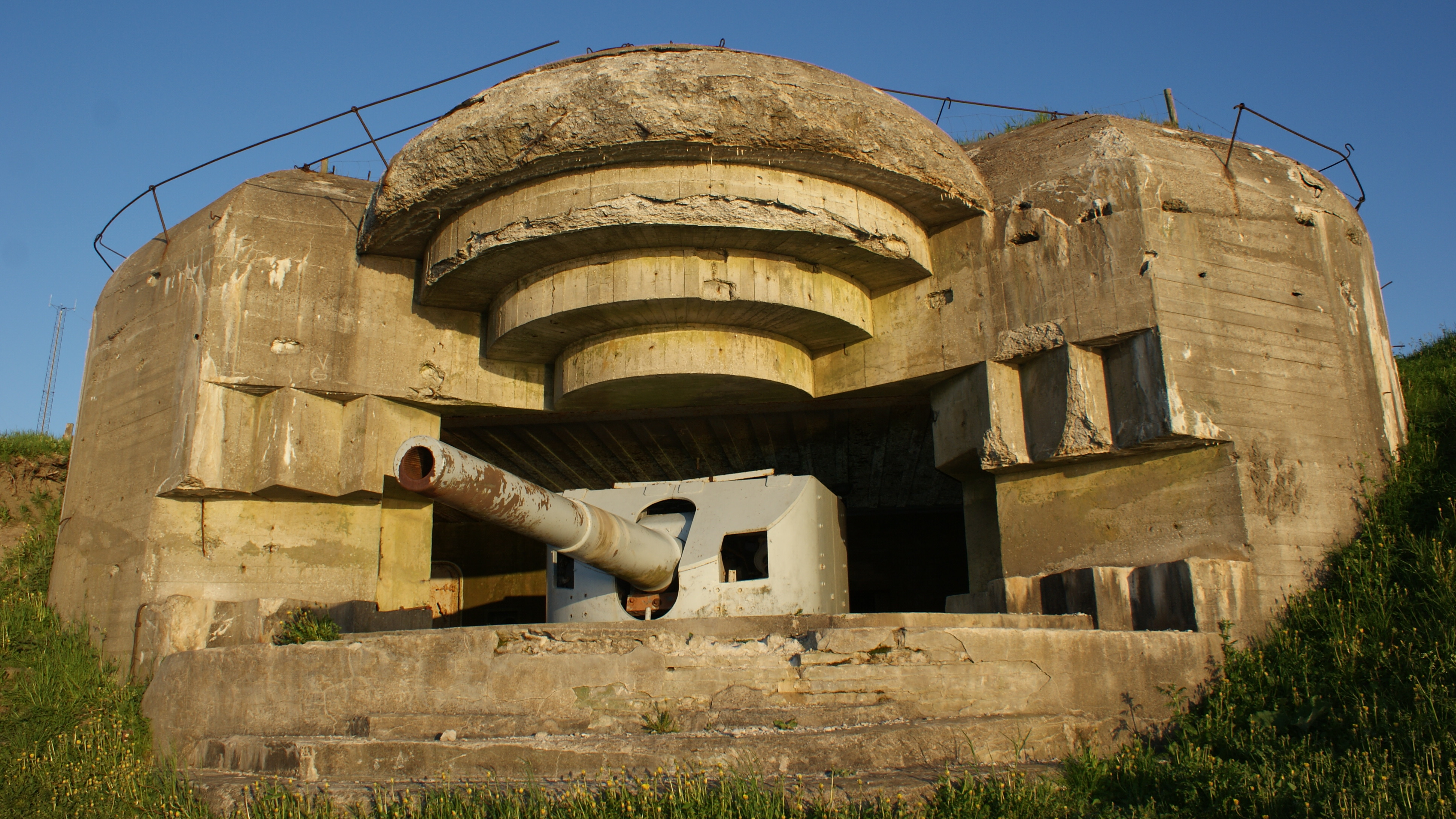
150mm kanón z plavidla Nils Juel instalovaný Němci v pevnosti Bangsbo

Základem pancéřování byl 155–195mm boční pancéřový pás a 55mm paluba. Pancéřování chránilo i štíty děl a velitelskou věž. Výzbroj tvořilo deset 150mm kanónů, čtyři 57mm kanóny a dva 450mm torpédomety. Pohonný systém tvořily čtyři kotle Yarrow a dva trojčinné parní stroje o výkonu 5800 hp, pohánějící dva lodní šrouby. Kotle spalovaly topný olej a uhlí. Nejvyšší rychlost dosahovala šestnáct uzlů. Dosah byl 6000 námořních mil při rychlosti devět uzlů.

### Modifikace
Roku 1936 byly odstraněny dva 57mm kanóny. Výzbroj naopak posílilo deset 20mm kanónů Madsen a čtrnáct 8mm kulometů Madsen.